# Пелоп
Пелоп (грч. Πέλοψ, pelios: мрак; ops: лице, очи) је у грчкој митологији био епонимни херој Пелопонеза, по коме је и добио назив.

## Митологија
Био је син лидијског краља Тантала и Еуријанасе или Дионе. Када је био дете, отац га је убио и припремио за обед коју је понудио боговима. Међутим, они су прозрели његову намеру и уздржали се од јела. Једино је Деметра начела плећку. Богови су дечака вратили у живот, а на месту где га је Деметра начела, Хермес је додао слоновачу. Од тада су сви Пелопови потомци имали бели белег у облику трозупца, звезде или мрље. Према другом предању, прича да је Пелоп био послужен на трпези богова је била само гласина коју је чула његова мајка када га је тражила, јер га је Посејдон одвео на Олимп да послужује богове, пошто му се дечак допао. Ипак, он је враћен на земљу када је његов отац Тантал кажњен.
Пелоп је пожелео руку лепе Хиподамије, кћерке елидског краља Еномаја, али је зато морао са њим да се трка кочијама. Зато је младић од Посејдона измолио златне кочије са крилатим коњима и то му је, заједно са кочијашем Миртилом, обезбедило победу. Према Пиндару, он је са Хиподамијом имао шест синова, али Аполодор наводи Атреја (или Летреја, по Паусанији), Тијеста, Дијаса, Киносура, Коринта, Хипалма (или Хипалмика), Хипаса, Клеона, Аргеја, Алката, Елија, Питеја, Трезена, као и кћерке Никипу, Лисидику (или Лисијадику) и Астидамију. Са нимфом Аксиохом (или Данаидом) је имао сина Хрисипа, који му је био љубимац. Други извори наводе и Алкатоја, Копреја, Епидаура, Еуридику, Хипалкима, Скирона (или Скира), Сикиона, Плистена, Дијанта, Кибосура, Ајлина, Антибију и Архипу.
Према другом предању, напустио је отаџбину јер га је угрожавао тројански краљ Ил. Са Лидијанима, Фрижанима и завидним богатством стигао је међу сиромашан народ Пелопонеза. Ту се оженио Хиподамијом, наследио Еномајев престо и завладао Елидом. Касније се сукобио са аркадијским краљем Стимфалом и починио недело због кога су завладали суша и глад у целој Грчкој. Зато му Елиђани приписују да је изградио први храм Хермесу како би се искупио, а и заслужан је за унапређење олимпијских игара.
Након смрти, Грци су славили Пелопа као божанство. Чак, према веровању, Грци нису могли да победе у тројанском рату док не донесу Пелопове кости или макар плећку, што их је саветовало пророчиште. Међутим, при повратку из рата, лађу која је превозила ту реликвију је задесио бродолом и она је била изгубљена у мору, све док је мрежом није извукао рибар из Еретрије. Пелопов гроб је приказиван у Олимпији, а његов скиптар у Херонеји.

## Археологија
Традиција оснивање олимпијских игара повезује са Хераклом или Пелопом, а у Олимпији у (светом) простору (Алтису) уоквиреном зидовима је најпре, средином 7. веку п. н. е. подигнуто светилиште посвећено Пелопу. У том простору је и Херин храм, у чијем средишту је Пелопион са кипом Пелопа. У Зевсовом храму, такође у Алтису, на забатама су биле мермерне групе на којима су биле приказане припреме за трку Пелопа и Еномаја.

## Друге личности
- Један од Хиподамијиних просилаца, који је био неуспешан и погинуо је.[3]
- Агамемнонов и Касандрин син, Теледамов брат.[3]